# Bradinopyga geminata
Bradinopyga geminata är en trollsländeart som först beskrevs av Jules Pièrre Rambur 1842.  Bradinopyga geminata ingår i släktet Bradinopyga och familjen segeltrollsländor. IUCN kategoriserar arten globalt som livskraftig. Inga underarter finns listade i Catalogue of Life.

## Bildgalleri

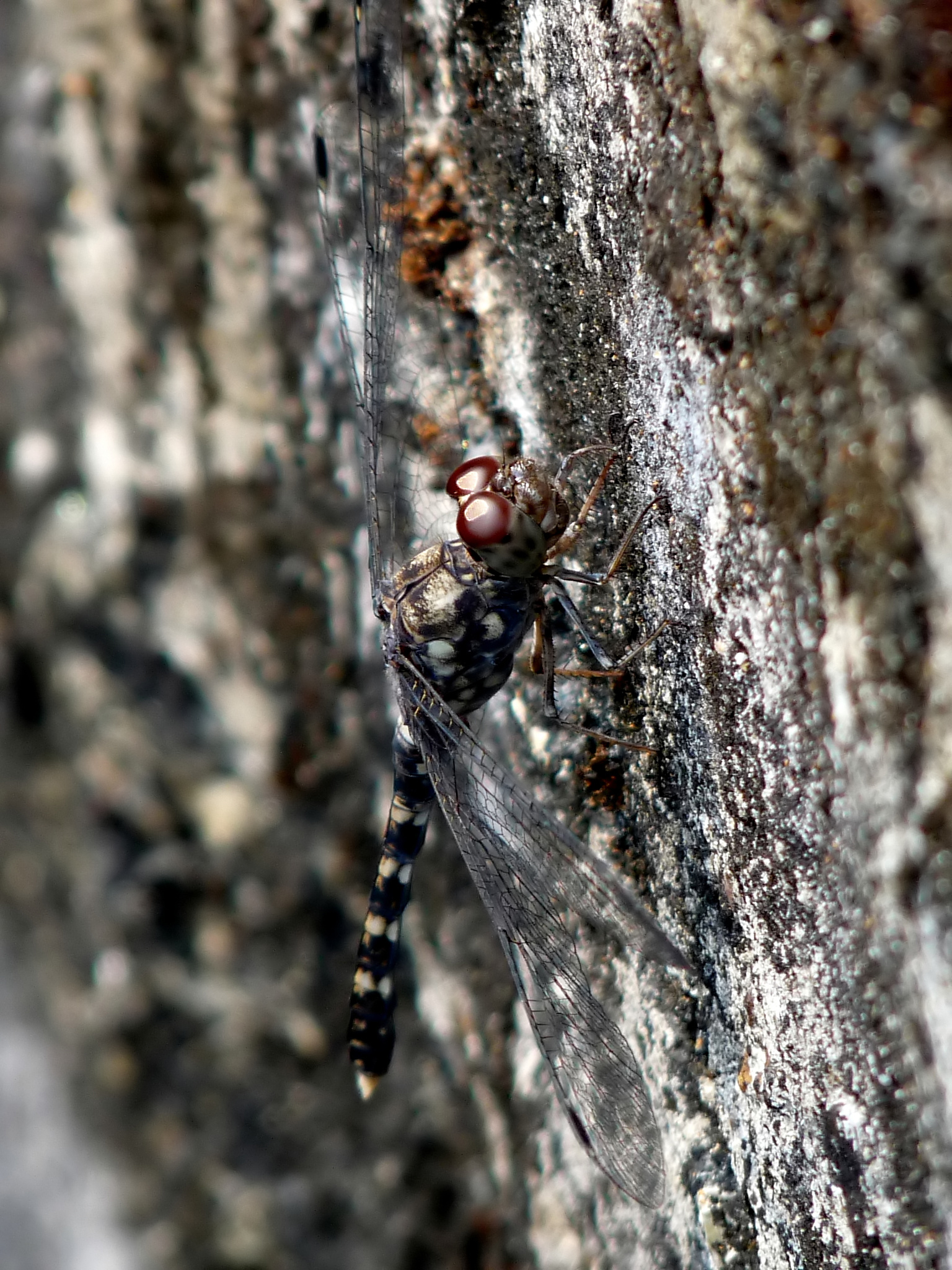
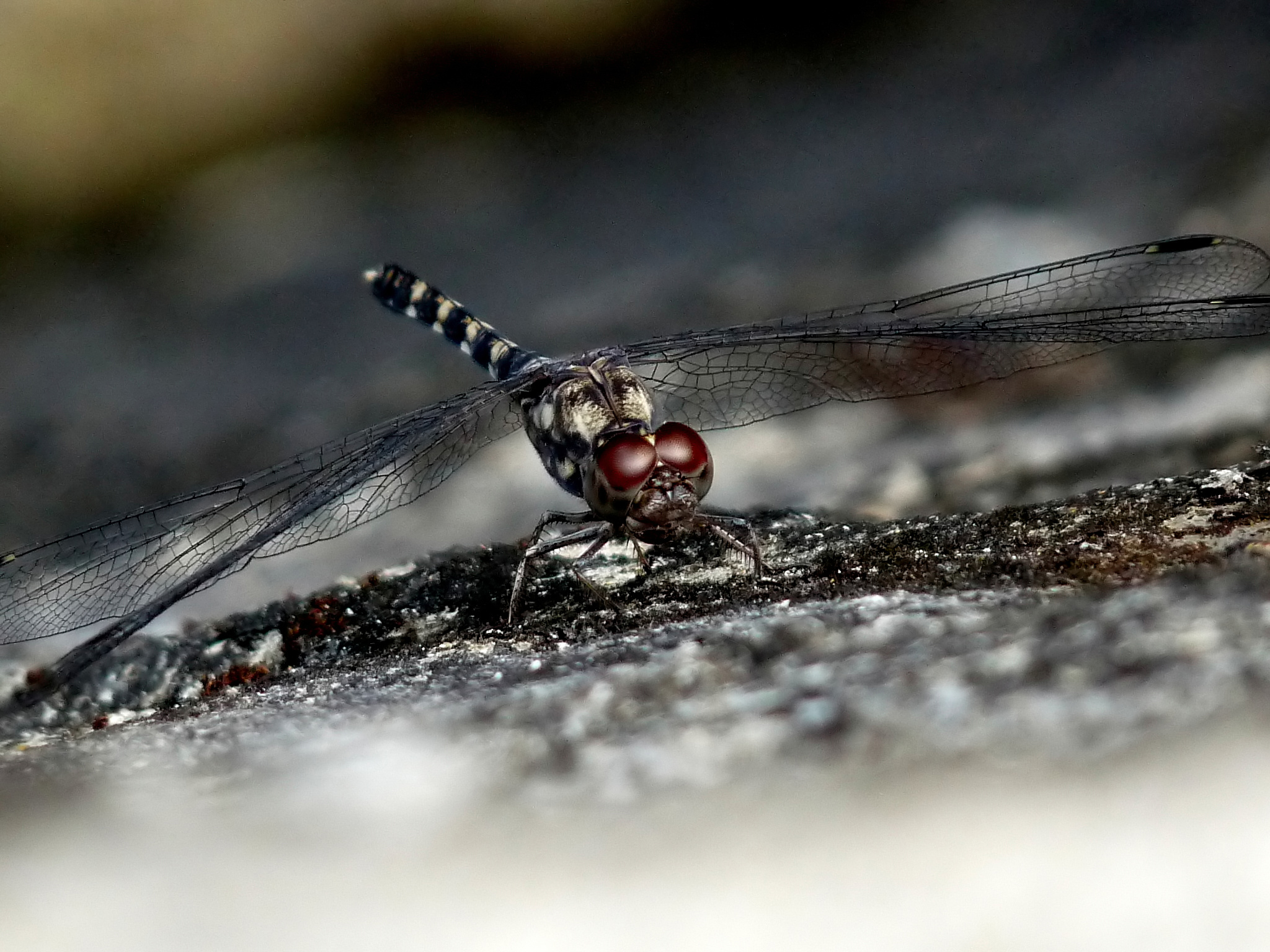